# مقاطعة براغ-شرق
مقاطعة براغ-شرق (أو ضاحية شرق براغ) (بالتشيكية: Okres Praha-východ)‏ هي مقاطعة (أوكريس) في إقليم بوهيميا الوسطى في جمهورية التشيك.
عاصمة هذه المقاطعة هي مدينة براغ.

## اقرأ أيضاً
- مقاطعات جمهورية التشيك